# العلاقات الإثيوبية العمانية
العلاقات الإثيوبية العمانية هي العلاقات الثنائية التي تجمع بين إثيوبيا وسلطنة عمان.

## مقارنة بين البلدين
هذه مقارنة عامة ومرجعية للدولتين:
| وجه المقارنة                                              | إثيوبيا                        | سلطنة عمان    |
| --------------------------------------------------------- | ------------------------------ | ------------- |
| المساحة (كم2)                                             | 1.10 مليون                     | 309.50 ألف    |
| عدد السكان (نسمة)                                         | 104.96 مليون                   | 4.64 مليون    |
| الكثافة السكانية (ن./كم²)                                 | 95.42                          | 14.99         |
| العاصمة                                                   | أديس أبابا                     | مسقط          |
| اللغة الرسمية                                             | اللغة الأمهرية                 | اللغة العربية |
| العملة                                                    | بير إثيوبي                     | ريال عماني    |
| الناتج المحلي الإجمالي (بليون دولار)                      | 80.56 مليار                    | 72.64 مليار   |
| الناتج المحلي الإجمالي (تعادل القوة الشرائية) بليون دولار | 161.90 مليار                   | 179.49 مليار  |
| الناتج المحلي الإجمالي الاسمي للفرد دولار أمريكي          | 619                            | 15.55 ألف     |
| الناتج المحلي الإجمالي للفرد دولار أمريكي                 | 1.50 ألف                       | 38.63 ألف     |
| مؤشر التنمية البشرية                                      | 0.442                          | 0.793         |
| رمز المكالمات الدولي                                      | +251                           | +968          |
| رمز الإنترنت                                              | .et                            | عمان          |
| المنطقة الزمنية                                           | ت ع م+03:00، توقيت شرق أفريقيا | ت ع م+04:00   |

## منظمات دولية مشتركة
يشترك البلدان في عضوية مجموعة من المنظمات الدولية، منها:
| علم المنظمة | اسم المنظمة                        | تاريخ انضمام إثيوبيا | تاريخ انضمام سلطنة عمان |
| ----------- | ---------------------------------- | -------------------- | ----------------------- |
|             | الاتحاد البريدي العالمي            | ?                    | ?                       |
|             | مؤسسة التنمية الدولية              | 11 أبريل 1961        | 1973                    |
|             | منظمة حظر الأسلحة الكيميائية       | ?                    | ?                       |
|             | الأمم المتحدة                      | 13 نوفمبر 1945       | 7 أكتوبر 1971           |
|             | وكالة ضمان الاستثمار متعدد الأطراف | 13 أغسطس 1991        | 1989                    |
|             | منظمة الشرطة الجنائية الدولية      | ?                    | ?                       |
|             | مؤسسة التمويل الدولية              | 20 يوليو 1956        | 1973                    |
|             | البنك الدولي للإنشاء والتعمير      | 27 ديسمبر 1945       | 1971                    |
|             | الاتحاد الدولي للاتصالات           | 20 فبراير 1932       | 28 أبريل 1972           |
|             | الفريق المعني برصد الأرض           | ?                    | ?                       |
|             | يونسكو                             | 1 يوليو 1955         | 10 فبراير 1972          |

## وصلات خارجية
- موقع وزارة الخارجية الإثيوبية
- موقع وزارة الخارجية العمانية